# Théo Sagnier
Pour les articles homonymes, voir Sagnier.
Théo Sagnier, né le 29 octobre 1997 à Amiens, est un coureur cycliste français,.

## Biographie
En 2015, il court en amateur pour le VCA Saint-Quentin puis rejoint le Cyclo-club de Nogent-sur-Oise.

## Palmarès
- 2016
  - 2e du Circuit du Port de Dunkerque
- 2020
  - 3e du Grand Prix de Gommegnies
- 2022
  - 2e du Tour de la Vallée Montluçonnaise
  - 3e du Tour du Canton de l'Estuaire